# علی درخشان
علی درخشان (۱۸ تیر ۱۳۱۹ – ۷ تیر ۱۳۶۰)، فعال و مبارز سیاسی مخالف حکومت پهلوی و عضو شورای مرکزی حزب جمهوری اسلامی و مسئول امور مالی این حزب بود. وی در حادثه بمب‌گذاری در دفتر حزب جمهوری اسلامی در روز ۷ تیر ۱۳۶۰ همراه با سید محمد بهشتی و ۷۰ تن دیگر کشته شد.

## زندگی

### پیش از انقلابِ ۱۳۵۷
علی درخشان به سالِ ۱۳۱۹ در تهران متولد شد و تحصیلات خود را تا متوسطه در همان شهر به پایان رساند.
او در کودکی برای آموختن اصول عقاید و احکام شرعی همراه پدرش که از کسبه بازار تهران بود به مسجد امین‌الدوله می‌رفت و مدتی بعد با شکل گرفتن حزب مؤتلفه اسلامی، جزء نخستین افرادی بود که به این حزب دعوت شد و با حبیب‌الله عسگراولادی، حبیب‌الله شفیق، محمدصادق اسلامی و مهدی عراقی بر ضد حکومت پهلوی به فعالیت پرداخت و در نهضت مقاومت ملی نیز حضور داشت و با سید محمود طالقانی، مهدی بازرگان دیدار نمود و پس از تأسیس نهضت آزادی ایران در کنار آیت‌الله طالقانی، عباس شیبانی و محمدعلی رجایی قرار گرفت. پس از درگذشت آیت‌الله سید حسین طباطبایی بروجردی در سفری که به قم داشت با سید محمد بهشتی آشنا شد و از سال ۵۰ همراه با او و محمدرضا مهدوی کنی مبارزات خود تا را پیروزی انقلاب اسلامی ادامه داد.
علی درخشان از باسابقه‌ترین مبارزین انقلاب اسلامی علیه رژیم پهلوی بود و تمام آن دوران در جهت تدارک و تهیه امکانات و تأمین هزینه اقدامات علیه حکومت محمدرضا پهلوی فعالیت نمود. وی بخش قابل توجهی از هزینه‌ها در انجام راهپیمایی‌های بزرگ در سال ۵۷ را بر عهده گرفت و با این همه توان مالی هرگز خانه‌ای برای خود نخرید و با آغاز فعالیت حزب جمهوری اسلامی، مسئولیت امور مالی آن را نیز تقبل نمود.
پس از اصلاحات ارضی در ایران، درخشان با حفظ ارتباط خود با نهضت آزادی، همکاری با مؤتلفه اسلامی را نیز آغاز کرد و به عنوان رابط بین این دو حزب فعالیت و جلسات مربوطه را نیز اداره می‌کرد.
در زمان محاکمه محمود طالقانی، عباس شیبانی و مهدی بازرگان، در بیشتر دادگاه‌ها حضور داشت و پیام‌ها و بعضاً اعلامیه‌های بین آن‌ها و احزاب را پنهانی دریافت و رد و بدل می‌کرد و در صورت لزوم برای چاپ بیرون می‌برد. وی تمام این کارها را با رعایت احتیاط و اصول امنیتی انجام می‌داد و برای همین مأموران حکومتی نسبت به وی مظنون نمی‌شدند.
در ماه‌های آخرین پیش از پیروزی انقلاب اسلامی، منزل درخشان محل گردهمایی و برگزاری جلسات افراد طرفدار سید روح‌الله خمینی نظیر: مرتضی مطهری، محمدجواد باهنر، اکبر هاشمی رفسنجانی، سید عبدالکریم موسوی اردبیلی و مبارزان دیگر بود.
وی در زمان بازگشت سید روح‌الله خمینی به ایران از اعضا تشکیل کمیته استقبال و جزء مسئولان تدارکات در مدرسه رفاه و مدرسه علوی بود.

### پس از انقلاب اسلامی
وی به مدت ۲۵ سال در صف مخالفان حکومت پهلوی قرار داشت و مورد علاقه و اعتماد همرزمان و استادان خود، مطهری، بهشتی و طالقانی بود و پس از انقلاب و با اعلام موجودیت حزب جمهوری اسلامی در ۲۹ اسفند ۱۳۵۷ از اعضای شورای مرکزی اولیهٔ این حزب بود و به عنوان دستیار محمد بهشتی و مسئول امور مالی حزب جمهوری اسلامی انتخاب شد.
دکتر اسدالله بادامچیان عضو شورای مرکزی حزب مؤتلفه اسلامی در خاطره‌ای از درخشان یاد می‌کند: «حدود [۴۳] سال پیش با او آشنا شدم، صورت کم موی او، وی را جوان‌تر از سن و سالش نشان می‌داد. دارای بینش قوی و علاقه فراوان به اسلام و قرآن بود … روزها در بازار کار می‌کرد و شب‌ها به مسجد هدایت پای تفسیر قرآن مرحوم آیت‌الله طالقانی می‌رفت و روز بعد، گوشه‌هایی از آن را برای دوستان و شیفتگان اسلام بازگو می‌کرد…».
بادامچیان در کتاب خود تحت عنوان «پیشتازان شهادت در انقلاب سوم» دربارهٔ سابقه مبارزات علی درخشان نیز می‌نویسد:
« سال ۴۰ در حکومت امینی، درخشان در تظاهرات شرکت می‌کرد و من مانند او جدیت در این کار را نداشتم، با هم بحث داشتیم که آیا باید شرکت کرد یا نه و رهبری جناح مخالف به دست کیست؟ و چه کسانی هستند؟ و اگر در جریان تظاهرات کشته شویم به چه حسابی محسوب می‌شود؟ سال ۱۳۴۱ ه. ش فرا رسید و … امام خمینی … در آسمان ایران آشکار و جلوه‌گر گردیدند… با جریان لایحه انجمن‌های ایالتی و ولایتی دوره‌ای جدید در مبارزه ملت ایران آغاز شد. این بار مبارزه تحت رهبری فقیه و مرجع تقلید عادل و عالم بود و دیگر تردیدی نبود. همه به میدان شتافتیم و درخشان نیز در میان ما شروع به چاپ و پخش اعلامیه مراجع و بزرگان و برنامه‌ریزی و تشکیل مجالس و شرکت در آن‌ها و کوشش در بستن بازار کرد و با پیروزی در آن مبارزه، جانی تازه در کالبد متدینین دمیده شد.»

## سرانجام
علی درخشان سرانجام در حادثه بمب‌گذاری در دفتر حزب جمهوری اسلامی در روز ۷ تیر ۱۳۶۰ که توسط عوامل سازمان مجاهدین خلق ایران طراحی و اجرا شد، همراه با سید محمد بهشتی و ۷۰ تن دیگر کشته شد و در آرامگاه شهدای هفتم تیر بهشت زهرای تهران به خاک سپرده شد.